# 口コミTVマミーズクラブ
『口コミTVマミーズクラブ』（くちコミテレビマミーズクラブ）は、2000年4月から2011年3月25日まで鹿児島放送で放送されていた生活情報番組である。2008年4月4日以降の放送時間は毎週金曜 9:55 - 10:25。
この時間帯の主な視聴者層である主婦をターゲットにした番組で、視聴者からの口コミで寄せられた鹿児島県内のカフェ・雑貨・ファッションなどの情報を生放送で紹介していた。
番組の終了後、替わって土曜午前枠で『ぷらナビ+』がスタートした。

## 出演者
- 大平かつき
- 柿野賢治
- 田中早苗
- 熊谷龍一
- 中西可奈
- 塚越礼奈
- 熊坂良
- 水上清乃
- 梶尾みどり
- 福田大二朗

## エンディングテーマ
- ぷれぜんと（やなわらばー）